# Paolo A. Nespoli
Paolo Angelo Nespoli (født 6. april 1957 i Milano, Italien) er en italiensk astronaut. Han fik sin bachelorgrad i 1988 og hans kandidatuddannelse i 1989 fra Polytechnic University i New York.
Den 23. oktober 2007 var han med om bord på STS-120 til Den Internationale Rumstation. Han deltog som missionspecialist og forblev i rummet i 15 dage, 2 timer og 23 minutter.